# Melanolophia rectilinearia
Melanolophia rectilinearia là một loài bướm đêm trong họ Geometridae.